# Pere Barrera (músic)
Pere Barrera va viure als voltants del segle xix. Fou un cantor i va ocupar la posició de sustentor entre el 6 d'agost del 1815 i el Nadal del mateix any a les comunitats de preveres de Sant Esteve d'Olot.
Després d'un període de vacança en el magisteri de Sant Esteve d'Olot, el que més preocupava als comunitaris era l'absència del sustentor per a la conducció del cant pla en els oficis diaris del cor. Pere Barrera fou admès pel càrrec de forma interina a les comunitats de preveres el 6 d'agost de 1815, després de l'arribada d'una missiva d'Honorat Alberich i Coromines per ocupar la vacant, amb l'explicació de la seva impossibilitat de marxar de la comunitat de Mataró on estava.
Pere Barrera, tot i no ser beneficiat, estava format “en ambdós cants” (cant pla i polifonia), posseïa una “veu forta i sonora” i “és subjecte de molt bona índole i bons costums, [...]".
La vacant del magisteri es degué prolongar fins prop de Nadal del 1815. De fet, hi ha constància de les despeses pagades a “al Honorat Alberich mestre de capella per la cantoria de nadal segons consta de [rebut] nº 107”. Tanmateix, els nous pactes que conferien el magisteri de capella de Sant Esteve a Honorat Alberich no se signaren fins al 17 d’agost de 1816.
A partir del 1829, Pere Barrera apareix com a beneficiat en diversos rebuts que signà als protectors en qualitat de llibreter.